# Cas Toonen contra Austràlia

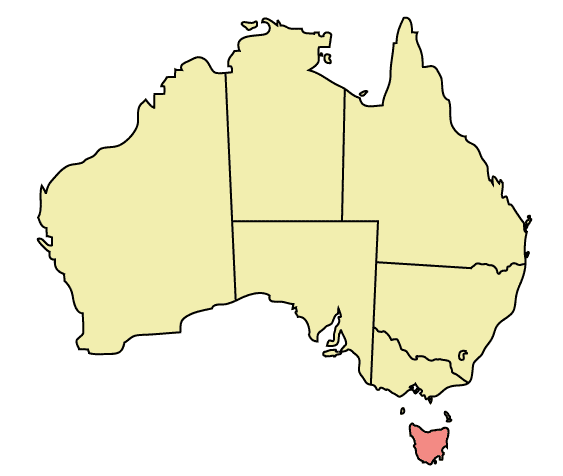
Mapa d'Austràlia en el qual es mostra la ubicació de Tasmània

El cas Toonen contra Austràlia va ser una denúncia històrica sobre drets humans presentada davant el Comitè de Drets Humans de les Nacions Unides (CDH) pel resident de Tasmània Nicholas Toonen en 1994. El cas va tenir com a resultat la revocació de les últimes lleis sobre sodomia d'Austràlia quan el Comitè va sostenir que l'orientació sexual estava inclosa en les disposicions antidiscriminatòries com una condició protegida en virtut del Pacte Internacional de Drets Civils i Polítics (ICCPR).
En 1991, Toonen es va queixar davant el Comitè de Drets Humans que les lleis de Tasmània que penalitzaven les relacions sexuals consentides entre homes adults en privat constituïen una violació del seu dret a la intimitat en virtut de l'article 17 del Pacte Internacional de Drets Civils i Polítics; distingien entre les persones sobre la base de l'activitat sexual, l'orientació sexual i la identitat, en violació de l'article 26; i significaven que els homes homosexuals de Tasmània eren desiguals davant la llei.
Com a resultat de la seva queixa, Toonen va perdre el seu treball com a Director General del Consell de SIDA de Tasmània, perquè el Govern de Tasmània va amenaçar amb retirar el finançament del consell tret que Toonen fos acomiadat. El 31 de març de 1994, el Comitè va acorda que, a causa de la llei de Tasmània, Austràlia incomplia les obligacions contretes en virtut del tractat. En resposta, el Govern del Commonwealth va aprovar una llei que anul·lava la penalització de Tasmània del sexe entre homosexuals, les últimes lleis de sodomia d'Austràlia.

## Lleis sobre la sodomia a Austràlia
Austràlia va heretar les lleis de sodomia del Regne Unit sobre la colonització blanca després de 1788. Aquestes es van mantenir en els codis penals aprovats pels diversos parlaments colonials durant el segle xix, i pels parlaments estatals després de la Federació.
Després de l'informe Wolfenden, el govern laborista de Dunstan, a Austràlia Meridional, va introduir en 1972 una defensa d'"adults amb consentiment mutu i en privat" (en anglès: consenting adults in private). Aquesta defensa va ser iniciada com un projecte de llei per Murray Hill, pare de l'ex Ministre de Defensa Robert Hill, i va derogar la llei de sodomia de l'estat en 1975. La "Campanya contra la Persecució Moral" durant el decenni de 1970 va donar major relleu i acceptació a les comunitats de gais i lesbianes d'Austràlia, i altres estats i territoris van derogar les seves lleis entre 1976 i 1990. Les excepcions foren Tasmània i Queensland.
L'homosexualitat masculina (és a dir, la sodomia) es va despenalitzar a Austràlia Meridional en 1975 i en el Territori de la Capital Australiana en 1976, seguida de Victòria en 1980 i de Nova Gal·les del Sud i el Territori del Nord en 1984. Austràlia Occidental va fer el mateix en 1989. Els estats i territoris que conservaven diferents edats de consentiment o altres vestigis de lleis sobre la sodomia van començar més tard a derogar-les: Austràlia Occidental ho va fer en 2002, i Nova Gal·les del Sud i el Territori del Nord ho van fer en 2003. Tasmània va despenalitzar la sodomia en 1997 després del cas del Tribunal Superior Croome contra Tasmània.

## Context del cas
En 1991, Nicholas Toonen, un activista gai, va impugnar dues disposicions del Codi Penal de Tasmània: Els articles 122 a) i c) i 123, que tipificaven com a delicte totes les formes de contacte sexual consentides entre homes adults en privat, argumentant que la seva existència en el Codi Penal de Tasmània tenia un impacte greu i perjudicial en molts habitants de Tasmània en fomentar la discriminació, l'assetjament i la violència contra els gais i les lesbianes de Tasmània.

D'acord amb la sol·licitud de Toonen al comitè, les lleis...
"(...) faculten als agents de policia de Tasmània a investigar els aspectes íntims de la seva vida privada i a detenir-ho, si tenen motius per a creure que està involucrat en activitats sexuals que contravenen les seccions anteriors. Afegeix que el Director del Ministeri Públic va anunciar, a l'agost de 1988, que s'iniciarien els procediments previstos en els apartats a) i c) de l'article 122 i en l'article 123 si existien proves suficients de la comissió d'un delicte.
Encara que en la pràctica la policia de Tasmània no havia acusat a ningú, en virtut de l'article 122, de "relacions sexuals antinaturals" o "sexe contra la naturalesa", ni en virtut de l'article 123 de "pràctiques indecents entre persones de sexe masculí" durant diversos anys, Toonen va argumentar que, a causa del seu activisme d'alt nivell, les seves activitats com a treballador en l'àmbit del VIH/SIDA i la seva relació a llarg termini amb un altre home, la seva vida privada i la seva llibertat es veien amenaçades per la existència d'aquestes lleis. A més, va sostenir que les lleis li impedien "exposar obertament la seva sexualitat" i donar a conèixer les seves opinions sobre la reforma de les lleis, ja que això hauria estat "perjudicial per la seva ocupació", i va sostenir que les Seccions "creaven les condicions per a la discriminació en l'ocupació, la constant estigmatització, el menyspreu, les amenaces de violència física i la violació dels drets democràtics bàsics".
Toonen es va queixar a més de que se sabia que les "figures d'autoritat" de Tasmània (com els membres de la Cambra Baixa del Parlament, els regidors municipals, el clergat i el públic en general) feien obertament comentaris despectius contra els gais i les lesbianes, incloses afirmacions com "els representants de la comunitat gai no són millors que Saddam Hussein"; "l'acte de l'homosexualitat és inacceptable en qualsevol societat, per no parlar d'una societat civilitzada"; i "tens 15 vegades més probabilitats de ser assassinat per un homosexual que per un heterosexual". A més, alguns han suggerit que tots els homosexuals de Tasmània haurien de ser exiliats a una illa deshabitada o sotmesos a esterilització obligatòria. Això, va afirmar Toonen, constituïa una "campanya d'odi oficial i extraoficial" contra els gais i les lesbianes, i dificultava que el Grup de Reforma de la Legislació Gai de Tasmània difongués informació sobre les seves activitats i advoqués per la despenalització de l'homosexualitat.

## Demanda
Toonen va al·legar que els articles 122 a) i c) i 123 del Codi Penal de Tasmània violaven el paràgraf 1 de l'article 2 i els articles 17 i 26 del Pacte Internacional de Drets Civils i Polítics perquè:
a) no distingeixen entre l'activitat sexual en privat i l'activitat sexual en públic i fan que l'activitat privada sigui de domini públic. En la seva aplicació, aquestes disposicions donen lloc a una violació del dret a la intimitat, ja que permeten a la policia entrar en una llar per la mera sospita que dos homes homosexuals adults amb consentiment mutu puguin estar cometent un delicte. Tenint en compte de l'estigma vinculat a l'homosexualitat en la societat australiana (i especialment a Tasmània), la violació del dret a la intimitat pot donar lloc a atacs il·lícits a l'honor i la reputació de les persones afectades.
b) distingeixen entre les persones en l'exercici del seu dret a la intimitat sobre la base de l'activitat sexual, l'orientació sexual i la identitat sexual, i
(c) el Codi Penal de Tasmània no prohibeix cap forma d'activitat homosexual amb consentiment entre dones homosexuals en privat i només algunes formes d'activitat heterosexual amb consentiment entre homes i dones adults en privat. El fet que les lleis en qüestió no siguin aplicades actualment per les autoritats judicials de Tasmània no ha d'interpretar-se en el sentit que els homes homosexuals de Tasmània gaudeixin d'una igualtat efectiva davant la llei.
El remei sol·licitat per Toonen va ser la derogació d'aquestes disposicions.

## Decisió sobre l'admissibilitat de la denúncia
En examinar l'admissibilitat de la denúncia, el Comitè va determinar que el demandant (Toonen) podia ser considerat "víctima" en el sentit de l'article 1 del Protocol Facultatiu i que les seves reclamacions eren admissibles ratione temporis (dins de la jurisdicció temporal del Comitè). La comunicació va ser declarada admissible el 5 de novembre de 1992.

## Resposta del govern federal i dels estats australians
En la seva resposta, el Govern federal d'Austràlia va admetre que Toonen havia estat víctima d'una ingerència arbitrària en la seva vida privada, que estava personal i efectivament afectat per les lleis que havia impugnat i que aquestes no podien justificar-se per motius de salut pública o morals, però va assenyalar que el Govern de Tasmània negava que hagués estat víctima d'una violació del Pacte. El Govern federal va assenyalar que, si bé l'Estat va assenyalar que des de 1984 no s'havia realitzat cap enjudiciament o recerca en virtut de les Seccions pertinents, persistia el risc d'enjudiciament o investigació.
El Govern de Tasmània va sostenir que la permanència de els articles en qüestió estava justificada i en part motivada per l'esforç per detenir la propagació del VIH/SIDA en l'estat, i així com per motius morals. Per tant, el Govern federal no va acceptar cap de les dues afirmacions, assenyalant que les lleis contra l'homosexualitat en totes les altres parts d'Austràlia havien estat derogades, i que la discriminació per motius de sexualitat era il·legal en tres dels sis estats australians i en els dos territoris interns autònoms d'Austràlia.
El govern federal va sol·licitar l'assessoria del comitè per a interpretar si l'orientació sexual podia ser inclosa sota el terme "... o una altra condició" en l'article 26, la qual cosa requeria l'anàlisi de les qüestions de:
- si les lleis de Tasmània establien una diferenciació basada en el sexe o l'orientació sexual;
- si Toonen va ser víctima de discriminació;
- si hi havia criteris raonables i objectius per a la distinció; i
- si les lleis de Tasmània eren un mitjà proporcional per a aconseguir un objectiu legítim en virtut del Pacte.

## Decisió
La Comissió va determinar que l'activitat sexual consentida entre adults en privat està compresa en el concepte de "intimitat", i que Toonen es veia afectat per la vigència de les lleis de Tasmània, que interferien contínua i directament amb la seva intimitat, a pesar que no s'aplicaven recentment.
El Comitè va observar que "la penalització de les pràctiques homosexuals no pot considerar-se un mitjà raonable ni una mesura proporcionada per a aconseguir l'objectiu de prevenir la propagació de la SIDA/VIH", observant a més que "el Govern d'Austràlia observa que les lleis que penalitzen l'activitat homosexual tendeixen a obstaculitzar els programes de salut pública en conduir a la clandestinitat a moltes de les persones que corren el risc d'infectar-se".
El Comitè va considerar que les seccions no complien el criteri de "raonabilitat" en les circumstàncies del cas i que interferien arbitràriament amb el dret de Toonen en virtut del paràgraf 1 de l'article 17.
Quant a l'orientació sol·licitada pel Govern australià sobre si l'orientació sexual pot considerar-se una "altra condició" a l'efecte de l'article 26, el Comitè va estimar que la referència al "sexe" en l'article 26 havia de considerar-se que incloïa l'orientació sexual.
Per tant, el Comitè de Drets Humans va considerar que els fets que tenia a la seva disposició revelaven una violació del paràgraf 1 de l'article 17 del Pacte. L'autor tenia dret a un recurs amb compensació segons l'apartat a) del paràgraf 3 de l'article 2 del Pacte, i el Comitè va considerar que una compensació efectiva seria la derogació dels apartats a) i c) de l'article 122 i l'article 123 del Codi Penal de Tasmània, i va exigir una resposta del Govern Federal en un termini de 90 dies.

### Apèndix de la decisió
El membre del Comitè Bertil Wennergren va presentar un apèndix de la decisió, en el qual no estava d'acord amb l'opinió del Comitè que era innecessari examinar si també s'havia produït una violació de l'article 26 del Pacte. En la seva opinió, la conclusió que s'havia produït una violació del paràgraf 1 de l'article 17 hauria d'haver-se deduït més aviat de la conclusió que s'havia produït una violació de l'article 26.

Wennergren va sostenir que la tipificació com a delicte de determinats comportaments en virtut dels apartats a) i c) de l'article 122 i de l'article 123 del Codi Penal de Tasmània ha de considerar-se incompatible amb l'article 26 del Pacte, ja que: a) establia una distinció entre heterosexuals i homosexuals, i b) tipificava com a delicte els contactes sexuals consentits entre homes sense penalitzar al mateix temps aquests contactes amb consentiment mutu entre dones, amb el que es deixava a banda el principi d'igualtat davant la llei, violant així l'article 26:
La legislació penal discriminatòria en qüestió no és, en sentit estricte, "il·legal", però és incompatible amb el Pacte ja que limita el dret a la igualtat davant la llei. Des de la meva perspectiva, la penalització que es duu a terme en virtut dels articles 122 i 123 del Codi Penal de Tasmània, interfereix en la vida privada d'una manera injustificable i, per tant, constitueix també una violació del paràgraf 1 de l'article 17 (...). Comparteixo l'opinió del Comitè que una reparació efectiva seria la derogació dels apartats a) i c) de l'article 122 i de l'article 123 del Codi Penal de Tasmània. 

## Resultat
En resposta a la negativa del Parlament de Tasmània de derogar les lleis infractores, el Govern Federal va aprovar la Llei de Drets Humans (Conducta Sexual) de 1994 - Secció 4, que legalitza l'activitat sexual consentida entre adults en tota Austràlia i prohibeix l'elaboració de lleis que interfereixin arbitràriament amb la conducta sexual dels adults en privat. En 1997, en el cas Croome contra Tasmània, Croome va sol·licitar al Tribunal Superior d'Austràlia un dictamen sobre si les lleis de Tasmània eren incompatibles amb la Llei Federal de Drets Humans (Conducta Sexual). El Govern de Tasmània va derogar les disposicions pertinents del Codi Penal després de fracassar en els seus intents que s'anul·lés el cas.

Segons Nick Poynder, en una conferència pública presentada en el Centre Castan per al Dret dels Drets Humans de la Universitat de Monash, a Melbourne, el 28 d'abril de 2003, les opinions del comitè "es van publiquen àmpliament i tenen una important autoritat moral i persuasiva":
No hi ha dubte (...) que les opinions del Consell de Drets Humans de les Nacions Unides en el cas Toonen contra Austràlia, que les lleis antihomosexuales de Tasmània violaven l'article 17 del Pacte Internacional de Drets Civils i Polítics (...) van conduir directament a la promulgació pel Parlament australià de legislació que feia ineficaces aquestes lleis. 
Segons el jutge Michael Kirby, en un discurs pronunciat en el bicentenari de Tasmània en 2004, els canvis en la legislació van donar lloc al fet que Tasmània es convertís en "un dels estats australians més il·lustres":
El lideratge inicial va ser assumit per la policia de Tasmània. Va ser seguit pel Departament de Salut, preocupat per respondre amb fermesa al VIH/SIDA. Es va establir un grup de referència en matèria d'educació per a donar un gir a la política anterior i combatre l'homofòbia a les escoles de Tasmània. Aviat es va crear un programa per a eliminar absolutament tota la discriminació per motius de sexualitat de la legislació i la pràctica oficial de Tasmània. Tourism Tasmania fins i tot va dedicar recursos per a promoure l'Estat com un lloc amigable per als visitants homosexuals. Per a aquells que coneixien tota la història, aquesta era veritablement una història de la sorprenent Tasmània. Mentre que en 1988, el suport a la despenalització de l'homosexualitat en aquest Estat havia estat un 15% per sota de la mitjana nacional, quan es va produir la despenalització en 1997, estava un 15% per sobre de la mitjana. De fet, es va informar que era més alt en Hobart que a Melbourne o Sydney. 
A aquesta jurisprudència Toonen contra Austràlia també es fa referència en la Declaració de Mont-real i en un informe de l'Alt Comissionat de les Nacions Unides per als Drets Humans sobre l'orientació sexual i la identitat de gènere.